# Eumenes van Cardia
Eumenes van Cardia (Oudgrieks Εὐμένης) (362 v.Chr. - 316 v.Chr.) was een Thracisch generaal van Alexander de Grote uit de 4e eeuw v.Chr.

## Strijd met diadochen
Hij versloeg in 321 v.Chr. in Klein-Azië de diadoch Krateros, die sneuvelde. In 317-316 v.Chr. vocht hij een strijd uit met de andere diadoch Antigonos. De strijd bleef onbeslist maar Eumenes werd door zijn eigen legervergadering verraden en uitgeleverd aan Antigonos. Die veroordeelde hem ter dood. Met Macedonische soldatenlansen werd het vonnis voltrokken. 
Philippus' generaals
Attalus · Parmenion · Antipater · Eumenes
Somatophylax (Alexanders lijfwacht)
Aristonous · Arybas · Balacrus · Demetrius · Lysimachus · Ptolemaeus (zoon van Seleucus) · Peithon · Hephaestion · Menes · Leonnatus · Perdiccas · Ptolemaeus · Peucestas
Satrapen na de Rijksdeling van Babylon
Antipater (Macedonië en Griekenland · Philo (Illyrië) · Lysimachus (Thracië) · Leonnatus (Frygië) · Antigonos(Frygië aan de Hellespont) · Asander (Karië) ·Nearchos (Lycië en Pamphylië) · Menander (Lydië) · Philotas (Cilicië) · Eumenes (Cappadocië en Paphlagonië) · Ptolemaeus (Egypte) · Laomedon van Mytilene (Syrië) · Neoptolemus (Armenië) · Peucestas (Babylonië) · Arcesilaus (Mesopotamië) · Peithon (Medië) · Tlepolemus (Perzië) · Nicanor (Parthië) · Antigenes (Susiana) · Archon (Pelasgia) · Philippus (Hyrcanië) · Stasanor (Arië en Drangiana) · Sibyrtius (Arachosië en Gedrosië) · Amyntas (Bactrië) · Scythaeus (Sogdiana)
Satrapen na de Rijksdeling van Triparadisus
Antipater (Macedonië en Griekenland) · Lysimachus (Thracië) · Arrhidaeus (Frygië aan de Hellespont) · Antigonos (Frygië, Lycië en Pamphylië) · Cassander (Carië) · Clitus de Witte (Lydië) · Philoxenus (Cilicië) · Nicanor (Cappadocië en Paphlagonië) · Ptolemaeus (Egypte) · Laomedon van Mytilene (Syrië) · Peucestas (Perzië) · Amphimachus (Mesopotamië) · Peithon (Medië) · Tlepolemus (Carmanië) · Philippus (Parthië) · Antigenes (Susiana) · Seleucus (Babylonië) · Stasanor (Bactrië en Sogdiana) · Stasander (Arië en Drangiana) · Sibyrtius (Arachosië en Gedrosië)
Cavaleriegeneraals
Perdiccas · Hephaestion · Philotas · Ptolemaeus · Clitus de Zwarte · Antigonos · Lysimachus · Menander · Leonnatus · Laomedon van Mytilene · 
Neoptolemus · Erigyius · Aretes · Ariston van Paionia
Infanteriegeneraals
Meleager · Craterus · Seleucus · Polyperchon · Antigenes · Coenus · Ptolemaeus (zoon van Seleucus)
Andere generaals
Alcetas · Amphimachus · Amyntas ·  Arcesilaus · Archon · Asander · Clitus de Witte · Nearchus · Nicanor · Nicanor · Peithon · Peucestas · Philippus · Philo · Philotas · Philoxenus · Scythaeus · Sibyrtius · Stasanor · Stasander · Tlepolemus
- Gemeinsame Normdatei: 118682652
- International Standard Name Identifier: 0000 0003 8323 5800
- Library of Congress Control Number: no2003060961
- Nationale Bibliotheek van Tsjechië: jn20000700496
- Nationale Bibliotheek van Israël: 987007344153905171
- Nationale Bibliotheek van Polen: a0000001674705
- Nederlandse Thesaurus van Auteursnamen: 255166656
- Istituto Centrale per il Catalogo Unico: UFIV135357
- LIBRIS: 269669
- Système universitaire de documentation: 071465723
- Virtual International Authority File: 267795948
- WorldCat: E39PCjrVy3F8WDkqF4FTDkR6gC